# 楊一和
楊一和（1508年—？），字貞甫，雲南雲南府昆明縣民籍大理府太和縣人，明朝政治人物。

## 生平
雲南鄉試第二十五名舉人。嘉靖二十九年（1550年）中式庚戌科會試第二百六十七名，二甲第四十九名進士。

## 家族
曾祖楊鑑；祖父楊斌，遇例冠帶；父楊鼐，母陽氏。具庆下。兄杨一中。